# Битова техника
Битова техника се нарича съвкупността от уреди и приспособления, които се използват в съвременния бит и домакинство. Като синоним понякога се използва и терминът „бяла техника“, макар че той изчерпва само част от битовата техника.
Според използваната от тях енергия, уредите биват:
- електрически (още: електроуреди)
- горивни и
- механични.

Според размера техниката бива дребна, едра и за вграждане.
Според предназначението се разделя на:
- уреди за осигуряване на жилищен комфорт,
- кухненски уреди,
- уреди за битова хигиена,
- уреди за лична хигиена.

Битовата техника за създаване на жилищен комфорт е съвкупността от различни осветителни тела, отоплителни уреди (печки, радиатори, вентилаторни печки, електрически възглавници и одеяла), уреди за регулиране качеството на въздуха (вентилатори, климатици, аспиратори, абсорбатори, овлажнители на въздуха), сигнална техника и техника за сигурност на дома (електрически звънци, аларми, гаражни врати) и други (например шевни машини).
Кухненските битови уреди са широк клас разнообразни уреди, предназначени за съхраняване и приготовление на храна, както и свързани с това дейности. Най-голяма част от тях заемат готварските електроуреди, например: котлони, готварски плочи, печки, микровълнови печки, фурни, домашни хлебопекарни, грилове, барбекюта, фритюрници, тостери, гофретници, електрически тенджери, термокани, сокоизстисквачки, месомелачки, кафемелачки, кафеварки, блендери, миксери, пасатори, кухненски роботи, електрически везни). Сред другите кухненски уреди са хладилниците, фризерите, съдомиялните машини, нагревателите за течаща вода, бързоварите.
Сред уредите за битова и лична хигиена могат да се изброят перални, сушилни, прахосмукачки, бойлери, сешоари и маши за коса, машинки за бръснене и подстригване, епилатори, електрически четки за зъби, ютии, електромасажори, електрически вани и ванички за крака.
Съществуват тенденции битовите електроуреди да се окрупняват и съчетават откъм функционалности (т.нар. кухненски роботи), както и с вграждането на електроника в тях да става възможно управлението им от разстояние и в компютърна мрежа, и то по оптимален енергоспестяващ начин. Концепцията за автоматизацията на дома е известна още под имена като „е-дом“, „цифров дом“, „умна къща“, „домотика“ (от лат. domus – къща, дом, и англ. robotics – роботика).